# Wilhelm Wirthle
Wilhelm Wirthle (* 6. April 1874 in Schwenningen am Neckar; † 20. Mai 1960 in Tübingen) war ein deutscher Postbeamter und Politiker (FDP/DVP).

## Leben
Wirthle besuchte die Oberrealschule in Rottweil und trat 1890 in den Postdienst ein. Nach Tätigkeiten in den Postämtern Ulm und Tübingen trat er 1937 in den Ruhestand. Ab 1945 war er wieder Personalsachbearbeiter in der Oberpostdirektion Tübingen und von 1948 bis 1950 deren Präsident.
Politisch war Wirthle früh in der liberalen Bewegung organisiert. Er war von 1913 bis 1914 Geschäftsführer der Nationalliberalen Partei Südwürttembergs. Von 1924 bis 1933 war er Landesführer des Reichsbanners Schwarz-Rot-Gold. Nach Verhaftung saß er 1933 kurzzeitig im Lager Heuberg in Schutzhaft. Nach Kriegsende war er für die DVP von 1945 bis 1948 Mitglied des Gemeinderats in Tübingen und von 1947 bis 1952 Mitglied des Landtags von Württemberg-Hohenzollern. Zudem war er Vorsitzender des dortigen Landesverbandes der DVP.

## Ehrungen
- 1953: Großes Verdienstkreuz der Bundesrepublik Deutschland